# Michel Vigné
 (juin 2021).
Michel Vigné est un acteur français spécialisé dans le doublage. Il est notamment la voix française de Mickey Rourke, Michael Wincott, Ron Perlman, Michael Madsen, Hulk Hogan et Gary Busey, ainsi qu'une des voix de Sylvester Stallone, Steven Seagal, Robert Patrick, Nick Nolte, Rutger Hauer, Danny Trejo, Patrick Swayze, Chow Yun-fat, Al Pacino, William Forsythe et Robert Davi.

## Théâtre
- 1981 : La Duchesse d'Amalfi de John Webster, mise en scène d'Adrian Noble, Nouveau Carré Silvia-Monfort
- 1982 : Le Dîner bourgeois d'Henry Monnier, mise en scène de Laurent Pelly, espace Daniel-Sorano (Vincennes)
- 1985 : Baal de Bertolt Brecht, mise en scène de Robert Cantarella, théâtre du Quai-de-la-Gare (Paris)

## Filmographie

### Cinéma

#### Longs métrages
- 1982 : Scratch de Claude Patin : Antoine
- 1985 : Visage de chien de Jacek Gasiorowski
- 1994 : Lumière noire de Med Hondo : Eddie Duval
- 1998 : Watani, un monde sans mal de Med Hondo
- 2022 : Big Bug de Jean-Pierre Jeunet : Monique dans la publicité (voix)

#### Courts métrages
- 2019 : Sonate d'Albert de Victor Guilbaud : François
- 2019 : Adieu Gaston de Victor Guilbaud
- 2021 : Enchantés de Léopoldine Serre

### Télévision

#### Séries télévisées
- 1987 : Série noire, épisode Lorfou de Daniel Duval
- 1989 : Commissaire Moulin, épisode Paris 18 de Paul Planchon
- 1996 : Les mercredis de la vie, épisode Baloche de Dominique Baron : Olive

## Doublage
Note : Les dates en italique correspondent aux sorties initiales des films dont Michel Vigné a assuré le redoublage où le doublage tardif.
Sources : Planète Jeunesse, Anime News Network, AlloDoublage, Doublage Séries Database et La Tour des Héros

### Cinéma

#### Films
- Mickey Rourke dans :
  - Barfly (1987) : Henry Chinaski
  - Homeboy (1988) : Johnny Walker
  - L'Idealiste (1997) : Bruiser Stone
  - Buffalo '66 (1998) : le bookmaker
  - Il était une fois au Mexique... Desperado 2 (2003) : Billy Chambles
  - Man on Fire (2004) : Jordan
  - Sin City (2005) : Marv
  - Alex Rider : Stormbreaker (2005) : Darrius Sayle
  - The Wrestler (2009) : Randy
  - Killshot (2009) : Armand « The Blackbird » Degas
  - Informers (2008) : Peter
  - Iron Man 2 (2010) : Ivan Vanko / Whiplash
  - Expendables : Unité spéciale (2010) : Tool
  - Passion Play (2010) : Nate Poole
  - Les Immortels (2011) : Hypérion
  - The Specialist (2012) : Maxwell
  - 13 (2013) : Jefferson
  - Dead in Tombstone (2013) : le diable
  - Sin City : J'ai tué pour elle (2014) : Marv
  - Dead Again in Tombstone : Le Pacte du diable (2017) : le diable
  - Girl : La Fille à la hache (2020) : le shérif
  - Section 8 (en) (2022) : Earl Atherton
- Michael Wincott dans :
  - Né un 4 juillet (1989) : un vétéran à la villa Dulce
  - Robin des Bois, prince des voleurs (1991) : Guy de Gisbourne (1er doublage)
  - 1492 : Christophe Colomb (1993) : Moxica
  - Les Trois Mousquetaires (1993) : le comte de Rochefort
  - Romeo Is Bleeding (1993) : Sal
  - The Crow (1994) : Top Dollar
  - Panther (1995) : Tynan
  - Strange Days (1995) : Philo Gant
  - Le Flic de San Francisco (1997) : Michael Korda
  - Alien, la résurrection (1997) : Elgyn
  - La Vengeance de Monte Cristo (2002) : Armand Dorléac
  - Panique à Hollywood (2008) : Jeremy Brunell
  - Knight of Cups (2015) : Herb
  - Ghost in the Shell (2017) : Dr Osmond
  - Nope (2022) : Antlers Holst
- Ron Perlman dans :
  - Les Aventures de Huckleberry Finn (1993) : Papa Finn
  - L'Ultime Souper (1995) : Norman Arbuthnot
  - Shakedown (2002) : Joy
  - Five Girls (2006) : le Père Drake
  - Outsider (2017) : Al Braverman, l'entraîneur de Wepner
  - Don't Look Up : Déni cosmique (2021) : le colonel Benedict « Ben » Drask
  - Nightmare Alley (2021) : Bruno
  - Transformers: Rise of the Beasts (2023) : Optimus Primal (voix)
- Michael Madsen dans :
  - Kill Me Again (1989) : Vince Miller
  - Thelma et Louise (1990) : Jimmy
  - Franc-parler (1992) : Steve
  - Relations interdites (1992) : Richard Montana
  - BloodRayne (2005) : Vladimir
  - Scary Movie 4 (2006) : Oliver
- William Forsythe dans :
  - Une place à prendre (1991) : le gardien du supermarché
  - Dernières heures à Denver (1995) : Franchise
  - Rock (1996) :  Ernest Paxton
  - The Devil's Rejects (2005) : le shérif John Quincy Wydell
  - La Couleur du crime (2006) : Boyle
  - 88 Minutes (2007) : l'agent spécial Frank Parks
- Chow Yun-fat dans :
  - Le Syndicat du crime 2 (1987) : Ken Gor / Mark Lee
  - The Killer (1989) : Jeff Chow
  - Le Syndicat du crime 3 (1989) : Mark Gor
  - À toute épreuve (1992) : Yuen « Tequila »
  - Le Corrupteur (1999) : Nick Chen
- Nick Nolte dans  :
  - Comme un lion en cage (1987) : Lee Umstetter
  - Les Complices (1994) : Peter Brackett
  - Le Veilleur de nuit (1999) : l'inspecteur Thomas Cray
  - L'Amour... et après (1997) : Lucky Mann

- Patrick Swayze dans :
  - Tiger Warsaw (1988) : Chuck « Tiger » Warsaw
  - Road House (1989) : James Dalton
  - Black Dog (1998) : Jack Crews
  - Donnie Darko (2006) : Jim Cunnigham

- Gary Busey dans :
  - La Firme (1993) : Eddie Lomax
  - Lost Highway (1997) : William Dayton
  - Las Vegas Parano (1998) : le flic patrouillant sur l'autoroute
  - Homo Erectus (2007) : Krutz

- Danny Trejo dans :
  - Ultime Recours (1998) : Wallace
  - Une nuit en enfer 2 : Le Prix du sang (1999) : Razor Eddie
  - Smiley Face (2007) : Albert
  - Death Race: Inferno (2013) : Goldberg

- Tom Waits dans :
  - Down by Law (1986) : Zack
  - L'Imaginarium du docteur Parnassus (2009) : M. Nick, le diable
  - Le Livre d'Eli (2010) : Engineer

- Steven Seagal dans :
  - Nico (1988) : Nico Toscani
  - Échec et Mort (1990) : Mason Storm
  - Justice sauvage (1991) : Gino

- Sylvester Stallone dans :
  - Haute Sécurité (1989) : Frank Leone
  - Armor (2024) : Rook
  - Mission Alarum (2025) : Chester

- Robert Patrick dans :
  - Embuscade (1998) : Shannon Herrold
  - The Road Within (2014) : Robert
  - La Protégée (2021) : Billy Boy

- Norm Macdonald dans :
  - Docteur Dolittle 2 (2001) : Lucky, le chien (voix)
  - Docteur Dolittle 4 (2008) : Lucky, le chien (voix)
  - Docteur Dolittle 5 (2009) : Lucky, le chien (voix)

- Jochen Nickel (en) dans :
  - Stalingrad (1993) : le sergent Manfred Rohleder
  - Blood and Gold (2023) : Pfarrer

- Clifton Powell dans :
  - Next Friday (2000) : Pinky
  - Friday After Next (2002): Pinky

- Chris Cooper dans :
  - Fous d'Irène (2000) : le lieutenant Gerke
  - L'Étrangleur de Boston (2023) : Jack MacLaine

- Peter Stormare dans :
  - Bad Company (2002) : Adrik Vas
  - Prémonitions (2007) : Dr Roth

- Mikael Spreitz dans :
  - Millénium 2 : La Fille qui rêvait d'un bidon d'essence et d'une allumette (2009) : Ronald Niedermann
  - Millénium 3 : La Reine dans le palais des courants d'air (2010) : Ronald Niedermann

- David Bautista dans :
  - Bus 657 (2015) : Francis Cox
  - Marauders (2016) : l'agent Stockwell

- Ralph Ineson dans :
  - Macbeth (2021) : le capitaine
  - The Northman (2022) : le capitaine Volodymyr

- 1974[n 1] : Phantom of the Paradise : Arnold Philbin (George Memmoli (en))
- 1984 : Kill Point : Sanchez (Anthony Rivera)
- 1986 : Aliens, le retour : Pvt. Frost (Ricco Ross)
- 1986 : Les Aventures de Jack Burton dans les griffes du Mandarin : Jack Burton (Kurt Russell)
- 1986 : Platoon : Ace (James Terry McIlvain) et Tony (Ivan Kane)
- 1986 : Mort ou vif : Nick Randall (Rutger Hauer)
- 1987 : Les Barbarians : Gore (David Paul)
- 1987 : Étroite Surveillance : Stick Montgomery (Aidan Quinn)
- 1987 : Les Filous : Stanley (Alan Blumenfeld)
- 1987 : Terminus : Pilote « Petit Frère » (Jürgen Prochnow)
- 1987 : Hammer : Hammer (Daniel Greene)
- 1988 : Working Girl : Mick Dugan (Alec Baldwin)
- 1988 : La Bête de guerre : Koverchenko (Jason Patric)
- 1988 : Mississippi Burning : Frank Bailey (Michael Rooker)
- 1988 : Taffin : Taffin (Pierce Brosnan)
- 1988 : Action Jackson : Tony Moretti (Robert Davi)
- 1988 : Parle à mon psy, ma tête est malade : Unger (J. E. Freeman)
- 1989 : Scoop : Blaine Bingham (Christopher Reeve)
- 1989 : Flic et Rebelle : Matt (Joseph Griffin)
- 1989 : Au-delà des étoiles : Richard Michaels (Robert Foxworth)
- 1989 : Turner et Hooch :  Zack Gregory (Scott Paulin)
- 1989 : Tap : Nicky (Joe Morton)
- 1990 : Cry-Baby : l'oncle Belvedere (Iggy Pop)
- 1990 : Dark Angel : Jack Caine (Dolph Lundgren)
- 1990 : Moon 44 : Felix Stone (Michael Paré)
- 1990 : Air America : Saunders (David Bowe)
- 1990 : Sailor et Lula : Buddy (Pruitt Taylor Vince)
- 1990 : 48 heures de plus : Cherry Ganz (Andrew Divoff)
- 1990 : Comme un oiseau sur la branche : Albert Diggs (Bill Duke)
- 1990 : Le Parrain, 3e partie : Anthony (Vito Antuofermo)
- 1991 : Barton Fink : inspecteur Mastrionotti (Richard Portnow)
- 1991 : Le Festin nu : Hank (Nicholas Campbell)
- 1991 : Point Break : Bunker Weiss (Chris Pedersen)
- 1991 : L'Ange de la destruction : Cal (David Hayward)
- 1991 : Rush : Monroe (William Sadler)
- 1991 : City of Hope : Nick Rinaldi (Vincent Spano)
- 1991 : The Five Heartbeats (en) : Eddie King (Michael Wright)
- 1992 : À Chacun sa loi (en) : Peter Jade (Peter Paul)
- 1992 : Rapid Fire : Jake Lo (Brandon Lee)
- 1992 : La Main sur le berceau : Solomon (Ernie Hudson)
- 1992 : Cool World : voix de Sparks (Michael David Lally)
- 1992 : Sister Act : le pilote (Kevin Bourland)
- 1992 : Chérie, j'ai agrandi le bébé : le capitaine Ed Myerson (Michael Milhoan)
- 1993 : Monsieur Nounou : Sean Armstrong (Hulk Hogan)
- 1993 : Hot Shots! 2 : le Commandant Arvid Harbinger (Miguel Ferrer)
- 1993 : L'Impasse : Carlito Brigante (Al Pacino)
- 1993 : Streetfighters : La Rage de vaincre : Silverio Oliveira (Paco Christian Prieto)
- 1993 : La Revanche de Jesse Lee : Angel (Tone Loc)
- 1993 : Les Princes de la ville : l'inspecteur Rollie Mcann (Thomas F. Wilson)
- 1993 : Best of the Best 2 : James (Sonny Landham)
- 1994 : Pulp Fiction : Vincent Vega (John Travolta)
- 1994 : Opération Shakespeare : le capitaine Tom Murdoch (James Remar)
- 1994 : Le Silence des jambons : Antonio Motel (Ezio Greggio)
- 1995 : Seven : le légiste (Reg E. Cathey)
- 1995 : Usual Suspects : Redfoot (Peter Greene)
- 1995 : Virtual Combat : Dante (Michael Bernardo (en))
- 1996 : Nos funérailles : Gaspare (Benicio del Toro)
- 1996 : Une nuit en enfer : le garde-frontière / Chet Pussy / Carlos (Cheech Marin)
- 1997 : U-Turn : le shérif Virgil Potter (Powers Boothe)
- 1997 : Flubber :  Smith (Clancy Brown)
- 1997 : Spawn : Al Simmons / Spawn (Michael Jai White)
- 1997 : Les Ailes de l'enfer : Le crapaud (Michael Connor Gainey)
- 1997 : Sept ans au Tibet : le régent (Danny Denzongpa)
- 1998 : L'Enjeu : Peter McCabe (Michael Keaton)
- 1999 : Judas Kiss : l'inspecteur David Friedman (Alan Rickman)
- 1999 : La Muse : Jack Warrick (Jeff Bridges)
- 2001 : Le Seigneur des anneaux : La Communauté de l'anneau : Sauron (Sala Baker)
- 2001 : Pas un mot : Patrick Koster (Sean Bean)
- 2002 : Dommage collatéral : Ed Coonts (J. Kenneth Campbell)
- 2003 : Matrix Revolutions : l'homme du train (Bruce Spence)
- 2003 : Daredevil : Jose Quesada (Paul Ben-Victor)
- 2003 : Garfield : Luca (Brad Garrett) (voix)
- 2003 : Pirates des Caraïbes : La Malédiction du Black Pearl : Twigg (Michael Berry Jr.)
- 2003 : Dumb and Dumberer : Quand Harry rencontra Lloyd : Store Clerk (Brian Posehn)
- 2004 : Le Roi Arthur : Dagonet (Ray Stevenson)
- 2004 : Benjamin Gates et le Trésor des Templiers : Shaw, l'homme de main de Howe (David Dayan Fisher)
- 2005 : Dirty : Manny (Lobo Sebastian)
- 2006 : Miami Vice : Deux flics à Miami : Coleman (Tom Towles)
- 2006[n 2] : Zombies : Aaron Hanks (Ben Cross)
- 2007 : Gone Baby Gone : Lenny (Brian Scannell)
- 2007 : Saw 4 : Arthur « Art » Blank (Justin Louis)
- 2008 : The Dark Knight : Le Chevalier noir : Salvatore Maroni (Eric Roberts)
- 2008 : High School Musical 3 : Nos années lycée : M. Riley (Stan Ellsworth)
- 2009 : Hell Ride : Billy Wings (Vinnie Jones)
- 2009 : La Montagne ensorcelée : Marty (Bon Koherr)
- 2010 : Burlesque : Harold Saint (Glynn Turman)
- 2010 : Marmaduke : Bosco (Kiefer Sutherland) (voix)
- 2011 : Real Steel : le commentateur de matchs de boxe (Phil LaMarr)
- 2011 : Mission impossible : Protocole Fantôme : Sidirov (Vladimir Machkov)
- 2011 : Zookeeper : Sebastian, le loup (Bas Rutten) (voix)
- 2011 : Green Lantern : un gardien [Qui ?]
- 2011 : Real Steel : ? (?)
- 2011 : Le Chaperon : Raymond « Ray » Bradstone (Paul « Triple H » Levesque)
- 2015 : Star Wars, épisode VII : Le Réveil de la Force : Unkar Plutt (Simon Pegg)
- 2015 : Colonia : Niels Biedermann (Martin Wuttke)
- 2016 : David Brent: Life on the Road (en) : Jerry « Jezza » Collins (Andrew Brooke)
- 2017 : Sandy Wexler : Kevin Connors (Colin Quinn)
- 2017 : Killing Gunther : Cheyenne (Scott McNeil)
- 2017 : Wheelman : le commanditaire [Qui ?]
- 2017 : Blade of the Immortal : voix additionnelles
- 2017 : Pirates des Caraïbes : La Vengeance de Salazar : voix additionnelles
- 2017 : The Disaster Artist : lui-même (Kevin Smith) (caméo)
- 2018 : En eaux troubles : Dr Heller (Robert Taylor)
- 2018 : Calibre : le vendeur de la supérette [Qui ?]
- 2018 : Mirage : Román (Albert Pérez)
- 2019 : Velvet Buzzsaw : le dirigeant du collectif de Damrish [Qui ?]
- 2019 : Extremely Wicked, Shockingly Evil and Vile : voix additionnelles
- 2020 : Birds of Prey : le capitaine Patrick Erickson (Steven Williams)
- 2020 : The Last Days of American Crime : Rossi Dumois (Patrick Bergin)
- 2021 : Froid mortel : Golum (Andrés Gertrúdix)
- 2021 : Tom et Jerry : Spike (Bobby Cannavale) (voix)
- 2021 : La Femme à la fenêtre : l'acteur dans un des films que regarde Anna [Qui ?]
- 2021 : Major Grom : Le Docteur de peste : Albert Bekhtiev (Vitaly Khaev)
- 2021 : Bartkowiak : Chojecki (Michal Karmowski) et le commanditaire de Rafal [Qui ?]
- 2023 : Killers of the Flower Moon : John Burger (Pat Healy)
- 2023 : BlackBerry : Charles Purdy (Michael Ironside)
- 2024 : Le Cœur au vol : Chef [Qui ?]

#### Films d'animation
- 1978 : La Folle Escapade : Bigwig (2d doublage)
- 1981[n 3] : Le Monde fou, fou, fou de Bugs Bunny : Satan, Rocky, le Grand Méchant Loup, le cochon batteur
- 1983[6] : Golgo 13 : Pablo
- 1984[n 4] : Luke l'Invincible : Luko
- 1985[n 5] : L'Épée de Kamui : Tenkaï
- 1988[n 6] : Les Chevaliers du Zodiaque : La Guerre des Dieux : Ullr
- 1988 : Les Chevaliers du Zodiaque : Les Guerriers d'Abel : Ikki et Atlas
- 1988 : Scooby-Doo et le Rallye des monstres : Dracula, les deux bossus, la momie, le monstre des marais, la poignée de porte parlante, le monstre à la télé, le chef et le coureur
- 1990 : Les Jetson, le film : Eloi Jetson
- 1993 : Le Voyage d'Edgar dans la forêt magique : Phinéas
- 1994 : Street Fighter II, le film : M. Bison
- 1998 : Mulan : Yao (voix chantée)
- 1998 : Spriggan (en)[7] : Fatman
- 1999 : Scooby-Doo et le Fantôme de la sorcière : Ben Ravencroft et Jack
- 2000 : Dingo et Max 2 : Chuck, le commentateur sportif
- 2000[n 7] : Vampire Hunter D: Bloodlust : Nolt Marcus
- 2001 : Scooby-Doo et la Cybertraque : le virus fantôme et l'officier Wembley
- 2002 : L'Âge de glace : Frank, le rhinocéros
- 2002 : La Planète au trésor : Un nouvel univers : une créature géante
- 2002 : Tom et Jerry et l'Anneau magique : Spike
- 2002 : Mickey, le club des méchants : Grand Méchant Loup
- 2003 : Animatrix : Dan
- 2003 : Sinbad : La Légende des sept mers : voix additionnelles
- 2003 : Frère des ours : voix additionnelles
- 2003 : Bionicle : Le Masque de lumière : le Toa Tahu
- 2004 : Mulan 2 : Yao (voix chantée)
- 2004 : La ferme se rebelle : Rico
- 2005 : Final Fantasy VII: Advent Children : Barret Wallace
- 2005 : La Véritable Histoire du Petit Chaperon rouge : le chef Ted Grizzly
- 2005 : Action Man : Mission X : No-Face
- 2005 : Chicken Little : le policier alien
- 2005 : Tom et Jerry : Destination Mars : Biff
- 2005 : Tom et Jerry : La Course de l'année : Biff / JW
- 2006 : The Wild : le père de Samson
- 2006 : Lucas, fourmi malgré lui : le chef des guêpes
- 2006 : Nos voisins, les hommes : Vincent
- 2006 : Happy Feet : Trev
- 2006 : Astérix et les Vikings : Olaf
- 2006 : Scooby-Doo et le Triangle des Bermudes : le capitaine Skunkbeard / Biff Wellington[n 8]
- 2007 : Le Vilain Petit Canard et moi : le goéland
- 2007 : Tous à l'Ouest : le barman et le shérif (voix originale)
- 2007 : Appleseed Ex Machina : Aecus
- 2008 : La Ligue des justiciers : Nouvelle Frontière : Aquaman et Captain Cold
- 2009[n 9] : Green Lantern : Le Complot : le lieutenant
- 2009 : Bionicle : La légende renaît : Mata Nui
- 2010 : Superman/Batman : Apocalypse : Darkseid
- 2010 : La Ligue des justiciers : Conflit sur les deux Terres : Aquaman
- 2010[n 10] : Superman/Shazam! Le Retour de Black Adam : Tawny / Jonah Hex
- 2010 : Batman et Red Hood : Sous le masque rouge : Tyler Bramford et Rick
- 2010 : Tom et Jerry : Élémentaire, mon cher Jerry : Spike
- 2010 : Scooby-Doo : La Colonie de la peur : Babyface Boretti
- 2011 : Rango : Theodore « Teddy » Grank alias « Wounded Bird »
- 2011 : Gnoméo et Juliette : voix de la publicité pour le Terrafirminator
- 2011 : Le Tableau : le capitaine (création de voix)
- 2011 : Electroshock : le shérif (court-métrage)
- 2011 : Green Lantern : Les Chevaliers de l'Émeraude : Kloba Vud, Salaak et Ranakar
- 2012 : La Ligue des justiciers : Échec : Vandal Savage
- 2012 : Les Mondes de Ralph : M. Bison
- 2012 : Tom et Jerry : L'Histoire de Robin des bois : Spike
- 2013 : Planes : Skipper Riley
- 2013 : La Ligue des justiciers : Le Paradoxe Flashpoint : Aquaman et Captain Cold
- 2013 : Batman: The Dark Knight Returns, partie 2 : Hector Noches, le président des Etats-Unis, le gouverneur Mahoney et Frank
- 2013 : Tom et Jerry : Le Haricot géant : Ogranormous et Spike
- 2014 : Planes 2 : Skipper Riley
- 2014 : Les pingouins de Madagascar : Caporal
- 2014 : Les Aventures de la Ligue des justiciers : Piège temporel : Aquaman et Captain Cold
- 2014 : Batman : Assaut sur Arkham : Black Spider
- 2014 : Scooby-Doo et la Folie du catch : Triple H, Kane, Bayard et The Miz
- 2015 : Lego DC Comics Super Heroes - La Ligue des justiciers : L'Attaque de la Légion maudite : Captain Cold
- 2015 : La Ligue des justiciers : Le Trône de l'Atlantide : le narrateur, Lex Luthor, Thomas Curry, John Henry Irons
- 2015 : Scooby-Doo : Rencontre avec Kiss : Demon
- 2016 : Batman : Mauvais Sang : Jacob Kane, Blockbuster, Electrocuteur et l'Hérétique
- 2016 : Lego DC Comics Super Heroes - La Ligue des justiciers : L'Affrontement cosmique : Vandal Savage
- 2016 : Tom et Jerry : Retour à Oz : Spike
- 2017 : Justice League Dark : Josh Stewart / Green Lantern
- 2017 : Tom et Jerry au pays de Charlie et la chocolaterie : Spike
- 2017 : La Ligue des justiciers : Conflit sur les deux Terres : Slade Wilson et Aquaman
- 2018 : Lego DC Super Heroes: Aquaman : Lobo
- 2018 : La Mort de Superman : Hal Jordan / Green Lantern
- 2018 : Flavors of Youth : voix additionnelles
- 2018 : Scooby-Doo et Batman : L'Alliance des héros : Aquaman et le professeur Sam Scarlett
- 2019 : Le Règne des Supermen : Hal Jordan / Green Lantern
- 2020 : Superman : L'Homme de demain : Lobo
- 2020 : Phinéas et Ferb, le film : Candice face à l'univers : Major Monogram
- 2020 : Bob l'éponge, le film : Éponge en eaux troubles : El Diablo[n 11]
- 2021 : America, le film : le roi James[n 12]
- 2021 : Chasseurs de trolls : Le Réveil des Titans : Aaarrrgghh!!!
- 2021 : Bright: Samurai Soul : Raiden
- 2021 : Riverdance : L'Aventure animée : le chasseur
- 2023 : Spider-Man: Across the Spider-Verse : Patrick O'Hara / Web-Slinger
- 2024 : S.O.S. Bikini Bottom : Une mission pour Sandy Écureuil : Butch

### Télévision

#### Téléfilms
- Rutger Hauer dans :
  - Angle mort (1993) : Jack Shell
  - Mr. Stitch : Le voleur d'âmes (1995) : Dr Rue Wakeman

- 1992 : Enquête dangereuse : Lieutenant Wills (John Hancock)
- 1995 : Cyber Tracker 2 (en) : Paris Morgan (Anthony De Longis)
- 1997 : Coup de sang : Dick Hickock (Anthony Edwards)
- 1998 : Blackjack : Jack Devlin (Dolph Lundgren)
- 1999 : Le Tourbillon des souvenirs : ? (?)
- 2004 : Les Aventures de Flynn Carson : Le Mystère de la lance sacrée : Rhodes (David Dayan Fisher)
- 2017 : The Wizard of Lies : Frank DiPascali (Hank Azaria)
- 2020 : Coup de foudre dans l'allée des sapins : Benjamin Reilly (Drake Hogestyn)

#### Séries télévisées
- Faran Tahir dans :
  - Warehouse 13 (2010-2013) : Adwin Kosan
  - American Crime (2016) : Rhys Bashir (saison 2)
  - Once Upon a Time (2016-2017) : Capitaine Nemo (saison 6)
  - Scandal (2017) : le président Rashad (saison 7)
  - 12 Monkeys (2017-2018) : Mallick (7 épisodes)
  - The Magicians (2018) : « Le Coq à longue Queue » (saison 3, épisode 1)

- Robert Patrick dans :
  - True Blood (2012-2014) : Jackson Herveaux (12 épisodes)
  - Scorpion (2014-2018) : l'agent Cabe Gallo (93 épisodes)
  - 1923 (2022) : le shérif William McDowell (1re voix)

- Ron Perlman dans :
  - Hand of God (2014-2017) : le juge Pernell Harris (20 épisodes)
  - Blacklist (2015) : Luther Braxton (saison 2, épisodes 9 et 10)
  - The Capture (2019-2022) : Frank Napier (10 épisodes)

- Hulk Hogan dans :
  - Caraïbes offshore (1995) : Randolph J. « Hurricane » Spencer
  - Alerte à Malibu (1996) : lui-même (saison 6, épisode 15)

- Don Swayze (en) dans :
  - True Blood (2010) : Gus (saison 3)
  - Les Feux de l'amour (2010) : Shaw Roberts (5 épisodes)

- Steven Bauer dans :
  - Breaking Bad (2011) : Don Eladio (saison 4, épisode 10)
  - Reine du Sud (2017-2018) : Santos (4 épisodes)

- Michael Madsen dans :
  - Blue Bloods (2012) : Benjamin Walker (saison 3, épisode 1)
  - Hawaii 5-0 (2014) : Roy Parrish (saison 4, épisode 14)

- Robert Taylor dans :
  - Longmire (2012-2017) : le shérif Walt Longmire (63 épisodes)
  - Dolly Parton's Heartstrings (2019) : le révérend Covern (épisode 5)

- Clancy Brown dans :
  - Billions (2018-2019) : Waylon « Jock » Jeffcoat (16 épisodes)
  - The Mandalorian (2019) : Burg (saison 1, épisode 6)
- 1976-1981[n 13] : Le Muppet Show : Zoot le saxophoniste (Dave Goelz) (voix), George le concierge (Frank Oz) (voix) et voix additionnelles
- 1986-2011 : Des jours et des vies : John Black (Drake Hogestyn)
- 1988-1989 : Le Monstre évadé de l'espace : Jack Breslin (Joseph Cortese)
- 1988-1990 : Un flic dans la mafia : Vincent « Vinnie » Terranova (Ken Wahl) (65 épisodes)
- 1989-1990 : Les Feux de l'amour : Adrian Hunter (Mark Derwin (en)) (20 épisodes)
- 1990 : MacGyver : Victor (Brooks Gardner) (saison 6, épisode 2)
- 1993-1997 : Walker, Texas Ranger : Rollins (Richard Norton) (saison 2, épisode 2) et Micky Stanley (Sam J. Jones) (saison 5, épisode 18)
- 1993-1997 : L'As de la crime : le lieutenant Paulie Pentangeli (John Cygan) (35 épisodes)
- 1994 : RoboCop : Alex Murphy / Robocop (Richard Eden)
- 1994 : Brisco County : le shérif Aaron Viva (Gary Hudson (en)) (3 épisodes)
- 1994 : Hartley, cœurs à vif : Phil North (Peter Phelps) (saison 1, épisodes 10 à 13)
- 1996 : Buffy contre les vampires : Luke (Brian Thompson) (saison 1, épisodes 1 et 2)
- 1997 : Los Angeles Heat : Joe Goldfield (Robert Hegyes) (saison 1, épisode 10)
- 1998-2002 : Darryl (en) : Milsap Morris (John Henton (en))
- 1999-2000 : Les Sept Mercenaires : Buck Wilmington (Dale Midkiff) (22 épisodes)
- 2000 : Nom de code : TKR : Mobius (David McCallum)
- 2000-2001 : Farscape : Bekhesh (John Adam) (3 épisodes)
- 2000-2002 : L'Équipe de rêve (en) : Prashant Dattani (Ramon Tikaram (en))
- 2003 : 24 Heures chrono : Ted Packard (Conor O'Farrell) (saison 3)
- 2003-2004 : Preuve à l'appui : James Horton (Michael T. Weiss) (4 épisodes)
- 2004 : Deadwood : Wild Bill Hickok (Keith Carradine) (saison 1)
- 2005 : Into the West : Johnny Fox (Gary Busey) (mini-série)
- 2005 : Sur écoute : Melvin « Cheese » Wagstaff (Method Man) (2e voix, saison 3)
- 2005 : Une famille presque parfaite : Carl (David Koechner) (9 épisodes)
- 2005 : La Vie de palace de Zack et Cody : l'Amputator (Lee Reherman (en)) (saison 1, épisode 3)
- 2006 : Monk : Dirk (Tyler Mane) (saison 4, épisode 13)
- 2006 : Scrubs : Mr. Blair (Ted Lange) (saison 2, épisode 5)
- 2006-2016 : NCIS : Enquêtes spéciales : Trent Kort (David Dayan Fisher) (14 épisodes)
- 2007-2009 : Eureka : Seth Osbourne (Alan Legros) (3 épisodes)
- 2008 : The Shield : Guillermo Beltran (Francesco Quinn)
- 2010-2012 : Justified : Derek « Devil » Lennox (Kevin Rankin) (8 épisodes)
- 2011 : L'Enfer du Pacifique : le sergent Elmo « Gunny » Haney (Gary Sweet (en)) (mini-série)
- 2011 / 2016-2017 : Game of Thrones : Greatjon Umber (Clive Mantle (en)) (saison 1) et Randyll Tarly (James Faulkner) (5 épisodes)
- 2012 : Suspect numéro 1 : New York : le lieutenant Kevin Sweeney (Aidan Quinn) (13 épisodes)
- 2012 : Last Resort : Booth (Gideon Emery) (épisodes 6 à 8)
- 2012-2017 : Grimm : le sergent Franco (Robert Blanche (en)) (34 épisodes)
- 2013 : Vikings : Erik (Vladimir Kulich) (saison 1, épisodes 1 à 4)
- 2014-2015 : Bankerot : Jorgen (Thomas Mork)
- 2015 : Humans : Silas Capek (Paul Kaye) (saison 1, épisodes 2 et 4)
- 2015-2018 / 2023 : Flash : Zoom (Tony Todd) (voix) (15 épisodes)
- 2016 : Sleepy Hollow : Ezra Mills (James McDaniel) (saison 3)
- 2016 : StartUp : Max (Osvaldo Friger) (saison 1, épisode 3)
- 2016 : MacGyver : l'intelligence artificielle de la fondation Phœnix [réf. nécessaire]
- 2016 / 2020 : Better Call Saul : Theodore « Fudge » Talbot (Robert Grossman) (saison 2, épisodes 8 et 10) et Everett Acker (Barry Corbin) (saison 5, épisodes 3 à 5)
- 2017 : Mindhunter : l'inspecteur Molina (Felix Solis) (saison 1, épisode 2)
- 2017 : Absentia : Larry Novo (Nick Cornwall) (saison 1, épisodes 5 et 6)
- 2017-2018 : The Middle : Mike Heck (Neil Flynn) (3e voix, saison 9)
- 2017-2019 / 2021 : Riverdale : « Tall Boy » (Scott McNeil) (10 épisodes) et le général Taylor (Gardiner Millar) (saison 5, épisodes 10 et 16)
- 2018 : Westworld : El Lazo (Giancarlo Esposito) (saison 2, épisode 2)
- 2018 : Chesapeake Shores : Donovan Wylie (Kent Sheridan) (saison 3)
- 2018 : Arrow : Peter Yorke (Ryan Jefferson Booth) (saison 7, épisodes 1 et 2)
- 2018 : Bad Blood : le chauffeur de camion (Matt Connors) (saison 2, épisode 5)
- 2018-2022 : Ozark : Frank Cosgrove (John Bedford Lloyd) (8 épisodes)
- 2019 : Traitors : voix additionnelles
- 2019 : Dark Crystal : Le Temps de la résistance : SkekVar, le général (Benedict Wong) (voix)
- 2019 : 13 Reasons Why : le coach Morris (Ron Roggé)
- 2020 : After Life : Dennis (Toby Foster (en)) (saison 2, épisode 6)
- 2020 : The English Game : Douglas Sutter (Michael Nardone (en)) (mini-série)
- 2020 : The Boys : le président du congrès Matthew Richardson (Andrew Moodie (en)) (saison 2, épisode 7)
- 2020 : Barbares : Kunolf (Urs Rechn)
- 2020 : Le Nouveau Muppet Show (en) : le livreur (Adam Savage) (épisode 1)
- 2021 : Tribes of Europa : Mark (Klaus Tange (da)) (saison 1, épisode 1)
- 2021 : Innocent : Aníbal Ledesma (Miki Esparbé) (mini-série)
- 2021 : Jupiter's Legacy : « Mammouth » (Robert Maillet) (saison 1, épisode 3)
- 2021 : Sex/Life : ? (?)
- 2021 : Cowboy Bebop : Stax (A Martinez)
- 2022 : Black Bird : Vincent Gigante (Tony Amendola) (mini-série)
- 2022 : Bad Sisters : Gerald Fisher (Lloyd Hutchinson)
- 2022 : Dirty Lines (nl) : ? (?)
- 2022-2024 : The Old Man : Dan Chase (Jeff Bridges)
- 2023 : Vikings: Valhalla : Sven à la Barbe fourchue (Søren Pilmark) (2e voix, saison 2)
- 2023 : Star Trek: Picard : le dealer Orion (Anthony Azizi (de)) (saison 3, épisode 1)
- 2023 : Les Muppets Rock (en) : Zoot (Dave Goelz) (voix) et Lips (Peter Linz (en)) (voix)
- 2023 : Secret Invasion : un militaire [Qui ?] (mini-série)
- 2023 : Chargés à bloc : Vlad Litvin (Ivan G'Vera) (6 épisodes)
- 2023 : The Village (en) : Sairaj (P. N. Sunny)
- 2024 : House of Ninjas (en) : Kozaku Kuze (Kyūsaku Shimada)
- 2024 : Shōgun : le général en chef (Ned Dennehy) (mini-série)
- 2024 : Ronja, fille de brigand (sv) : Sturkas (Per Lasson (sv))
- 2024 : Ted : Dennis (Bobby Strom)

#### Séries d'animation
- 1965[n 14] : Roger Ramjet : Roger Ramjet
- 1966-1968[n 15] : Les Nouvelles Aventures de Superman : Superman
- 1967[n 16] : Aquaman : Méphisto, Bimphar, le Cerveau et Océanus
- 1973-1985[n 17] : Le Plein de super : Superman
- 1985-1986 : MASK : Cliff Dagger
- 1987 : Rahan, fils des âges farouches : Gahoa (épisode 3) et Baam (épisode 20)
- 1988 : RoboCop : Alex Murphy / RoboCop
- 1989 : Les Bisounours (version Nelvana) : Toubrave le lion
- 1990 : Marianne 1re[8] : l'assistant de Courtard
- 1990-1991 : Super Baloo : le roi Louie
- 1990-1991 : Nicky Larson : le preneur d'otages (épisode 1), Tarentini (épisode 3), Mammouth (voix de remplacement, épisode 56), Tony Castaro (épisode 81)
- 1991 : Nadia, le secret de l'eau bleue : le capitaine Nemo, Ayrton (épisodes 3 et 15) et Titus
- 1991 : Michel Vaillant : Michel Vaillant
- 1991 : Megalopolis[9] : Kato (OAV 3 et 4)
- 1991-1992 : Les Jumeaux du bout du monde : Po-Dong (le bras droit de l’impératrice)
- 1992-1993 : Conan l'Aventurier : Zula, Ram-Amon (voix principale), Pyro le Phénix, Khari le dragon (épisode 5), le maître Tong-Hee (épisodes 32 et 53)
- 1992-1993 : Le Tourbillon noir : Ioz
- 1992-1993 : La Légende de Prince Vaillant : le père de Roxanne
- 1993 : Les Voyages de Corentin : voix additionnelles
- 1993 : Les Aventures de T-Rex[10] : Bubba
- 1993 : Peter Pan et les Pirates : les pirates (voix de remplacement)
- 1994 : Caroline et ses amis : Youpi et Kid (création de voix)
- 1994 : La Petite Sirène : Apollon (épisode 28)[n 8]
- 1994 : Bonkers : le Vilain Petit Loup (épisode 19), Albert Pas-de-Carie (épisode 24), le Pouilleux (épisode 25), Max Cody (épisode 27)
- 1994[n 18] : Iria (OAV) : Fujikuro
- 1994[11] : Crying Freeman : Oshu Togoku (OAV 4)
- 1995-1997 : Gargoyles, les anges de la nuit : Arthur Pendragon, Anubis et Nokkar
- 1995-1999[n 19] : Timon et Pumbaa : Cusco Quint
- 1996 : Aladdin : le Mukhtar (2e voix)
- 1996 : Princesse Shéhérazade : le roi Salamandre (épisode 7)
- 1996 : Scooby-Doo : Agence Toutou Risques : M. O'Graillon, le père de Sammy, le présentateur et voix diverses (saisons 2 à 4)
- 1996[12]  : L'Incroyable Hulk : le cascadeur (épisode 19)
- 1996-1997 : Freakazoid! : Intellator
- 1996-1999 : Animutants : Dinobot et Inferno
- 1997 : La Légende de Calamity Jane : Bill Doolin
- 1997 : Tōshinden : Gaia
- 1997-1998 : Superman, l'Ange de Metropolis : Sinestro / le général Hardcastle (voix de remplacement)
- 1997-1999 : Jumanji : Von Richter
- 1998 : Papyrus : Semout
- 1998 : Extrêmes Dinosaures : T-Bone
- 1998 : Le Livre de la jungle, souvenirs d'enfance : le chef des chiens rouges
- 1999 : La Guerre des planètes[13] : Blokk, Pelvus, Sternum
- 2000 : Argaï, la prophétie : le narrateur et Lucifer
- 2000-2001 : Men in Black : Drekk (2e voix)
- 2000-2005 : Jackie Chan : Shendu
- 2001 : Momie au pair : Pataquès
- 2001 : La Légende de Tarzan : Mullargan l'assomoir
- 2002-2006 : La Ligue des justiciers : Green Lantern
- 2003-2004 Static Choc : Green Lantern
- 2004-2005 : Teen Titans : Les Jeunes Titans : Trigon (1re voix), Trident, Atlas, Killer Moth (1re voix, saison 2, épisode 6)
- 2004-2005 : Quoi d'neuf Scooby-Doo ? : personnages divers
- 2004-2009 : Duck Dodgers : Nosfératu, Robot Centurion (2e voix), Zag et voix additionnelles
- 2006 : Kuzco, un empereur à l'école : Pyjama-Lama (épisode 37)
- 2006-2007 : Ben 10 : Dr Animo, Wes Green, Vance Vetteroy
- 2006-2007 : Kim Possible : Motor Ed (2e voix), Coco Banana, Warhawk[n 8]
- 2006-2008 : Tom et Jerry Tales : Butch, Spike (2e voix, saison 2) et voix additionnelles
- 2007 : Afro Samurai : le Maître d'armes
- 2007 : Banja : Bud
- 2007 : Death Note : Rod Ross
- 2007[n 20] : Gurren Lagann : Lord Génome
- 2007-2008 : Batman : Green Lantern et Green Arrow
- 2007-2015 / 2025 : Phinéas et Ferb : le major Francis Monogram
- 2008 : Spectacular Spider-Man : Silvermane
- 2008-2010 : Chowder : Schnitzel et Gazpacho
- 2008-2011 : Batman : L'Alliance des héros : Aquaman, B'wana Beast, Double-Face, Kilowog, Deadman, Steppenwolf, le Spectre, Etrigan (épisode 4), Question (épisode 14), Dr Double X[n 8] et voix additionnelles
- 2008-2013 :  Star Wars: The Clone Wars : Gha Nachkt[n 8] (épisodes 6 et 7) et Savage Opress[14]
- 2008-2024 : Wakfu : Mandhal (saison 1), garde Sadida (saison 2), Chevalier Ténèbres (ES), Lance Dur et des Nécromes (saison 4)
- 2009-2012 : Marsupilami : Bring M'Backalive (saisons 3 à 5)
- 2010 : Ben 10 : Alien Force : Dr Animo, Bengalosaure, Glacial, Mégachrome, Aimantosaure
- 2010 : Super Hero Squad : Thanos, La Chose, Dynamo pourpre, Batroc et le professeur Xavier
- 2010-2012 : Ben 10 : Ultimate Alien : Dr Animo, Bengalosaure, Glacial, Mégachrome et Aimantosaure
- 2010-2022 : La Ligue des justiciers : Nouvelle Génération : Aquaman, Wotan, Captain Atom, Captain Cold, Vandal Savage, Mr. Freeze, Wotan, Eduardo Dorado Sr. (1re voix), Sportsmaster (voix de remplacement), Black Spider (2e voix) et voix additionnelles
- 2011-2013 : Mad : voix diverses
- 2011-2013 : Scooby-Doo : Mystères associés : M. Wang (épisode 18), la Terreur de la Nuit (épisode 19), Dead Justice (épisode 24) et le monstre de Crystal Cove (épisodes 25 et 26)
- 2012 : Archer : le shérif Ernest Ponder (saison 3, épisode 9)
- 2012 : MaxiMini : Medonnec
- 2012-2014 : Ben 10: Omniverse : Virus, Bengalosaure et voix diverses
- 2012-2015[n 21] : Brickleberry : Malloy
- 2014 : Prenez garde à Batman ! : l'officier O'Brien et voix additionnelles
- 2014-2017 : Teen Titans Go! : Killer Moth
- 2014-2021 : Tom et Jerry Show : Spike
- 2015 : DC Super Friends : Captain Cold et Hawkman (web-série)
- 2015-2021 : F Is for Family : Robert "Bob Pogo" Pogrohvich / Colt Luger / voix additionnelles
- 2016-2018 : Chasseurs de trolls : Les Contes d'Arcadia : Aaarrrgghh!!!
- 2016-2018 : La Ligue des justiciers : Action : Lobo, Steppenwolf, Jonah Hex, Darkseid (épisode 35) et Trickster
- 2016-2019 : La Garde du Roi lion : Makuu
- 2016-2021 : Ben 10 : Dr Animo, Inferno, Incassable, Végétal et Hex
- 2017-2021 : La Bande à Picsou : La Gonflette, Randy, Johnny, Zeus, Capitaine Patte Crochue, Hack Coupdeboulenikov, Charybdis, Le Fantôme Noir, Pokernaze et Manny
- 2017-2018 : Skylanders Academy : Malefor
- 2018 : Final Space : Bolo[n 22] (2 épisodes)
- 2018 : Sirius the Jaeger (en) : Fallon, Kuratake et Noatora
- 2018-2022 : Paradise Police : Randall Crawford et voix additionnelles
- 2018-2023 : Désenchantée : le roi Zög, Pendergast, Junior, Chazz, Dieu et voix additionnelles
- 2019 : Ultraman : Edo
- 2019 : Le Trio venu d'ailleurs : Les Contes d'Arcadia : Aaarrrgghh!!! (sauf saison 1, épisode 6)
- 2019[n 23] : Vinland Saga : voix additionnelles
- 2019-2020 : Captain Tsubasa : le coach Kitasume
- 2019-2022 : Saint Seiya : Les Chevaliers du Zodiaque : Vander Guraad
- 2020 : Cagaster : Harb Adham
- 2020 : Mages et Sorciers : Les Contes d'Arcadia : Aaarrrgghh!!!
- 2021 : Love, Death and Robots : Trot (saison 2, épisode 4), le conducteur du train (saison 2, épisode 5), le monstre (saison 2, épisode 6)
- 2021 : Trese : Entre deux mondes : Datu Talagbusao
- 2021 : Star Trek: Lower Decks : K'orin et Dorf
- 2021 : Chicago Party Aunt : l'homme au bar (épisode 3), M. Wychek (épisode 4), le capitaine du chaland (épisode 6) et le coach Mike Ditka (épisode 7)
- 2021 : Kid Cosmic : Papy Georges (18 épisodes)
- 2021 : Maya, princesse guerrière (en) : le grand Thaumaturge et le roi des barbares (mini-série)
- 2021 : Tom et Jerry à New York : Spike
- 2021-2024 : What If...? : Uatu, le Gardien[n 24],[n 25]
- 2022 : Le Cuphead Show ! : un des fantômes
- 2022 : La Légende de Vox Machina : Kerrion Stonefell
- 2022 : Battle Kitty : le roi Orc
- 2022 : Farzar : Renzo et Clitaris
- 2022 : Urusei Yatsura : le majordome
- 2023 : Lance Dur : Lance Dur (mini-série, création de voix)
- 2023 : Agent Elvis : voix additionnelles
- 2023 : Je s'appelle Groot : Uatu, le Gardien[n 24]
- 2024 : Secret Level  : le Barman/Narrateur (saison 1, épisode 13)
- 2024-2025 : Ishura : le narrateur

### Jeux vidéo
- 1995 : Full Throttle : Ben
- 1995 : Lost Eden : ?
- 1997 : Interstate '76 : Groove
- 1997 : The Curse of Monkey Island : le capitaine Rottingham
- 1998 : Grim Fandango : Juan Brennis[n 25]
- 1998 : Heart of Darkness : le maître des Ténèbres
- 1998 : StarCraft : le pilote de l'ombre
- 1999 : Hype: The Time Quest : Barnak
- 1999 : Bugs Bunny : Voyage à travers le temps : Rocky
- 2001 : Panique à Mickeyville : Jack
- 2003 : Tomb Raider : L'Ange des ténèbres : le narrateur
- 2004 : Scooby-Doo! Le Livre des ténèbres : Robert Zabrinski, sergent Jeremy Rhodes, Travis Sherman et voix additionnelles
- 2006 : Runaway 2: The Dream of the Turtle : le soldat O'Connor et chien tueur
- 2006 : Call of Juarez : Ray McCall
- 2006 : Gothic 3 : ?
- 2006 : Sam and Max : Sauvez le monde : voix additionnelles [n 25]
- 2006 : Les Rebelles de la forêt : Shaw[n 25]
- 2007 : The Witcher : Yaren Bolt, des soldats de l'ordre, des mercenaires
- 2009 : Transformers : La Revanche : Grindor et voix additionnelles
- 2010 : Rage : Dan Hagar
- 2010 : Transformers : La Guerre pour Cybertron : Brawl et voix additionnelles
- 2011 : DC Universe Online : Bruno Mannheim
- 2012 : Diablo III : le forgeron
- 2013 : Batman: Arkham Origins : Branden
- 2013 : Injustice : Les dieux sont parmi nous : John Stewart / Green Lantern
- 2013 : Dishonored : La Lame de Dunwall : les bouchers de Rothwild[n 25]
- 2013 : Disney Infinity : Garazed « Zed » Orrelios
- 2013 : Planes : Skipper Riley
- 2014 : The Elder Scrolls Online : Rigurt et voix additionnelles[n 25]
- 2014 : The Evil Within : un officier de police et un villageois
- 2015 : The Witcher 3: Wild Hunt : Crach an Craite[n 25]
- 2015 : Fallout 4 : Lesage[n 25]
- 2015 : Batman: Arkham Knight : voix additionnelles
- 2016 : Mafia III : voix additionnelles
- 2016 : Final Fantasy XV, épisode Ignis  : Caligo Ulldor[n 25]
- 2016 : Lego Star Wars : Le Réveil de la Force : Unkar Plutt
- 2017 : Injustice 2 : John Stewart / Green Lantern[n 25]
- 2017 : Gwent: The Witcher Card Game : Crach an Craite
- 2018 : World of Warcraft: Battle for Azeroth : le seigneur Arthur Malvoie
- 2019 : Blacksad: Under the Skin : Jake Ostiombe[n 25]
- 2020 : Mafia: Definitive Edition : Vincenzo[n 25]
- 2022 : Dying Light 2 Stay Human : le colonel « le boucher » Williams[n 25]
- 2022 : Lego Star Wars : La Saga Skywalker : le leader suprême Snoke et Jek Porkins
- 2022 : Overwatch 2 : Hal-Fred Glitchbot (l'omniaque dans le convoi sur la carte Hollywood)
- 2023 : Atomic Heart : ?
- 2023 : Diablo IV : Inarius
- 2023 : Starfield : ?
- 2025 :  L'Amerzone : Le Testament de l'explorateur : Antonio Alvarez